# Traité de Chapareillan
Le traité de Chapareillan, dans le Grésivaudan, du 2 mai 1334 est un traité qui doit mettre fin aux conflits qui opposent les comtes de Savoie et les Dauphins de Viennois dans la plaine de l'Ain. Il est confirmé le 7 mars 1335 à Lyon et scellé par les grands sceaux de Savoie et du Dauphiné par Aymon de Savoie et Humbert II de Viennois, puis ratifié à Sainte-Sylve, en Dauphiné, le 7 septembre 1355.

## Les clauses du traité
Par ce traité, le comte de Savoie renonce à ses prétentions sur La Valbonne et Montluel, rend le château de Saint-Martin-du-Frêne et le péage de Varey et s'engage à détruire la bâtie de Vieu-sous-Varey (Saint-Jean-le-Vieux). En contrepartie les terres entre Ambronay et Pont-d'Ain passent sous contrôle savoyards. La frontière dauphinoise est ramenée près de l'Albarine et le comte de Savoie reçoit le château des Allymes.

## Conséquences
Cette paix permettra au roi de France de recevoir l'appui militaire dans la guerre qu'il mène contre les Anglais de ces deux grands seigneurs.